# Тросинген
Тросинген (њем. Trossingen) град је у њемачкој савезној држави Баден-Виртемберг. Једно је од 34 општинска средишта округа Тутлинген. Према процјени из 2010. у граду је живјело 15.177 становника. Посједује регионалну шифру (AGS) 8327049.

## Географски и демографски подаци
Тросинген се налази у савезној држави Баден-Виртемберг у округу Тутлинген. Град се налази на надморској висини од 699 метара. Површина општине износи 24,2 km². У самом граду је, према процјени из 2010. године, живјело 15.177 становника. Просјечна густина становништва износи 627 становника/km².

## Међународна сарадња
| Мјесто  | Држава    | Врста сарадње | Од    |
| ------- | --------- | ------------- | ----- |
| Виндхук | Намибија  | партнерство   | 2000. |
|         | САД       | партнерство   | 1997. |
| Клиз    | Француска | партнерство   | 1972. |
| Извор   |           |               |       |